# Górna Wieś (Nysa)

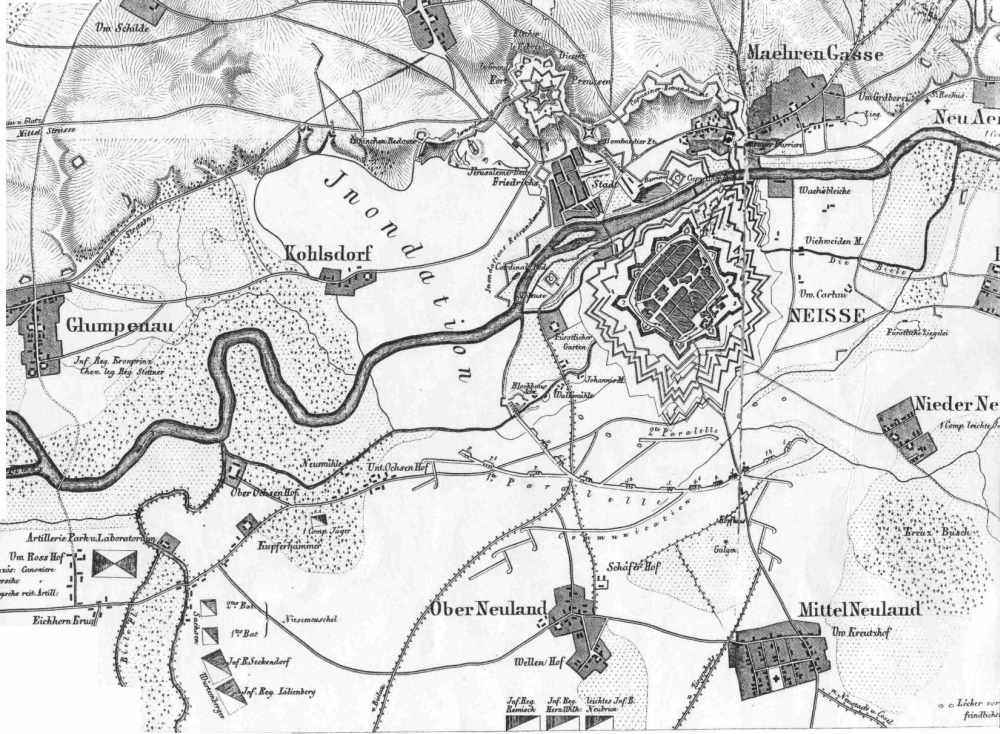
Plan von Neisse und Umgebung von 1807 (unten Ober Neuland)

Górna Wieś (deutsch: Ober Neuland, auch Ober-Neuland) ist ein Stadtteil der kreisfreien Stadt Nysa (Neisse) in der Woiwodschaft Opole in Polen.

## Geographie
Górna Wieś liegt etwa drei Kilometer südlich des Stadtkerns von Nysa in der Nizina Śląska (Schlesische Tiefebene). Durch den Stadtteil führt die Woiwodschaftsstraße Droga wojewódzka 411.
Nachbarorte von Górna Wieś sind im Norden die Stadt Nysa (Neisse), im Osten Górna Wieś (Mittel Neuland) und im Westen Zamłynie (Neumühl). 

## Geschichte

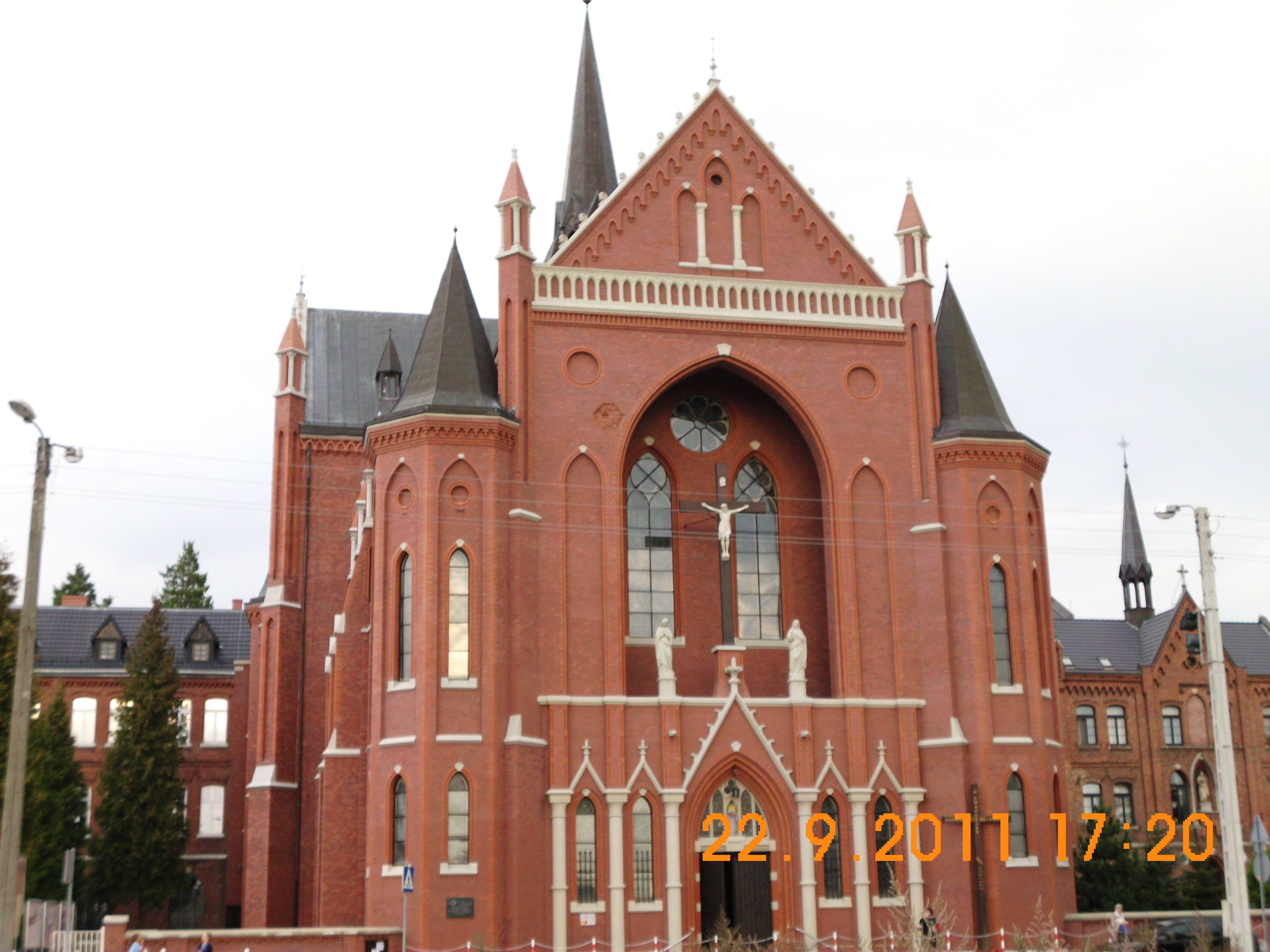
Kirche Unsere Liebe Frau der Schmerzen

Nach der Neuorganisation der Provinz Schlesien gehörte die Landgemeinde Ober Neuland ab 1816 zum Landkreis Neisse im Regierungsbezirk Oppeln. 1845 teilte sich der Ort in die beiden Teile Karlshof (auch Carlshof oder Jesuitenhof) und Wellenhof. Karlshof zählte 37 Häuser und 260 Einwohner, davon 4 evangelisch. Wellenhof zählte im gleichen Jahr 36 Häuser und 266 katholische Einwohner. 1865 zählte Karlshof 2 Gärtner- und 35 Häuslerstellen, sowie Wellenhof 9 Gärtner- und 25 Häuslerstellen. Eingeschult waren die Bewohner nach Neisse. 1874 wurde der Amtsbezirk Neuland gegründet, welcher die Landgemeinden Altstadt-Neuland, Carlshof, Conradsdorf, Kupferhammer, Mittel Neuland, Pfarrtheilig Neuland und Wellenhof und die Gutsbezirke Carlshof, Mittel Neuland, Schäferei und Wellenhof und Wellenhof Colonie umfasste. 1886 wurde im Ortsteil Karshof eine Schule eingerichtet.
1921 wurde Ober Neuland in die Stadt Neisse eingemeindet.

## Sehenswürdigkeiten
- Die römisch-katholische Kirche Unsere Liebe Frau der Schmerzen (poln. Kościół Matki Boskiej Bolesnej) wurde 1907 zusammen mit dem angrenzenden Kloster (Missionshaus Heiligkreuz) im neogotischen Stil errichtet. im barocken Stil errichtet. Die Kirche liegt an der ul. Rodziewiczówny. 2009 wurde die Kirche mit Kloster unter Denkmalschutz gestellt.[5]
- Klostergarten mit Bootsteich
- Das Denkmal für die Gefallenen des Ersten Weltkriegs wurde nach 1945 entfernt. 2012 wurde das Denkmal wieder aufgestellt.[6]
- Nepomukkapelle

## Söhne und Töchter des Ortes
- Karl Lux (1872–1931), deutscher römisch-katholischer Theologe, geboren in Wellenhof